# Guerra sveva
La guerra sveva, (gennaio - settembre 1499) indicata nella storiografia talvolta anche come guerra svizzera o guerra dell'Engadina fu un conflitto che vide scontrarsi la confederazione degli otto cantoni e le Tre Leghe grigioni con gli Asburgo appoggiati dalla Lega Sveva, per l'egemonia asburgica sulle Alpi Centrali.

## Le cause della guerra

### Il contrasto tra gli Asburgo e la Confederazione degli otto cantoni

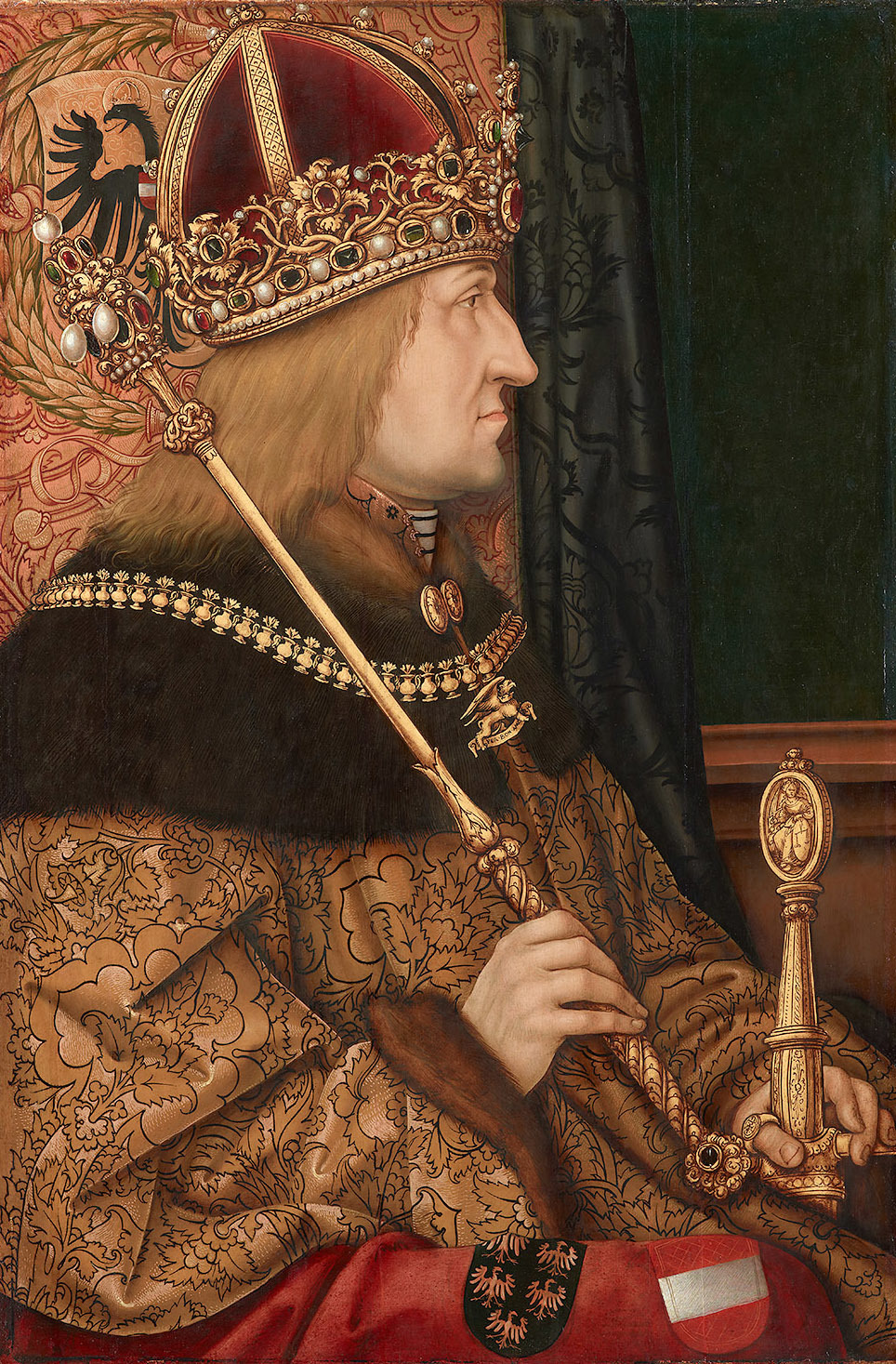
L'imperatore Federico III d'Asburgo

Nel corso del XV secolo gli Asburgo avevano dovuto cedere quasi tutti i loro possedimenti a sud del Reno, alla Confederazione degli otto cantoni (in particolare i territori dell'Argovia 1415 e della Turgovia 1460)
Dopo il 1460 diverse località confederate presero a stringere alleanze con città libere a nord del Reno, come Rottweil, Mülhausen, Buchhorn e Wangen. Inoltre Zurigo e Berna tentarono di attirare nella confederazione la città di Costanza, che esercitava la giurisdizione sui comuni confederati della Turgovia. Ma i cantoni rurali si opposero all'arrivo di un'altra grande città nella Confederazione. Nel 1468 anche il Sundgau, un territorio asburgico nell'Alsazia meridionale, venne attirato nell'orbita della Confederazione. E infine il trionfo nelle guerre borgognone confermò definitivamente l'egemonia regionale della Confederazione.
Anche Sigismondo d'Asburgo, reggente del Tirolo e dell'Austria Anteriore, alla fine fu costretto, nel 1474, a riconoscere le conquiste degli svizzeri. Irriducibilmente avverso ai confederati rimaneva solo il capo della Casa D'Austria, l'imperatore Federico III, i cui territori dinastici però, si trovavano più a est, in Stiria e Carinzia. Ciononostante per gli svizzeri rimaneva il pericolo di un tentativo di rivincita degli Asburgo in Argovia e Turgovia.

### La ripresa degli Asburgo e la Lega Sveva
Nella seconda metà del XV secolo la dinastia degli Asburgo fu in pericolo come mai prima. Mentre Federico III, dal 1477, era invischiato in una guerra dagli esiti catastrofici con Mattia Corvino, ad occidente i duchi bavaresi dei Wittelsbach guadagnavano in prestigio e potenza nella Germania meridionale. Federico perse tutti i suoi possedimenti, rimanendo quasi completamente privo di mezzi, mentre suo nipote, Sigismondo il danaroso, impegnò la contea del Tirolo ai Wittelsbach, e, nel 1487, vendette loro l'Austria Anteriore, con l'eccezione del Vorarlberg.

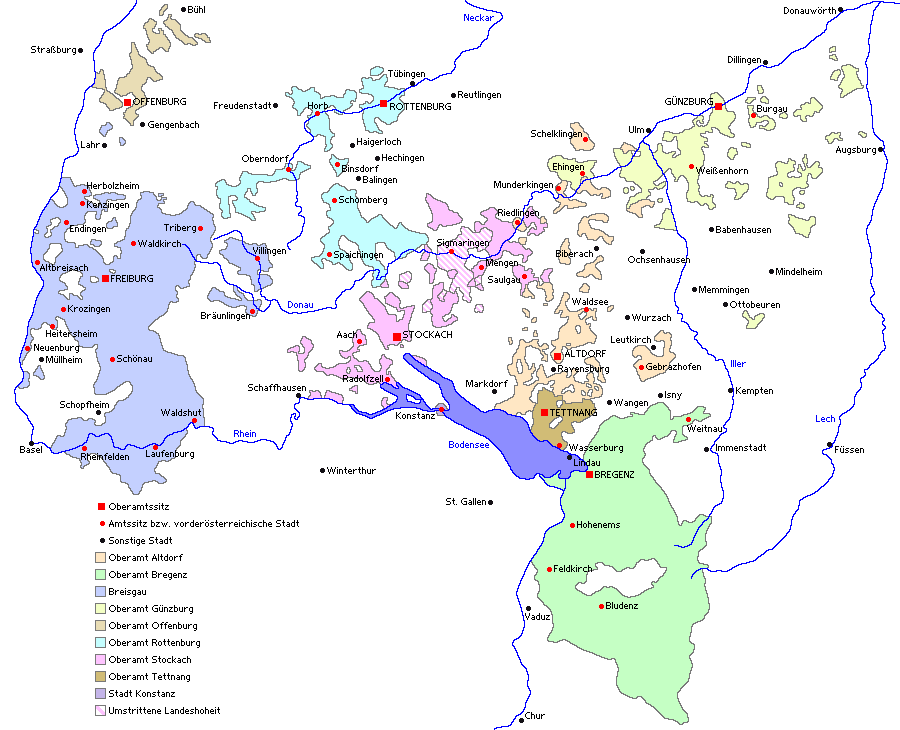
Carta dell'Austria Anteriore, i possedimenti degli Asburgo tra il Lago di Costanza e l'Alsazia

A questo punto Federico III intervenne, mettendo sotto tutela Sigismondo, e allontanando dai suoi territori tutti i nobili favorevoli ai Wittelsbach. Tra di loro ve ne erano alcuni, come il Conte Georg di Sargans e il conte Gaudenz di Mazia, molto legati alla Confederazione, che, tra gli svizzeri, manovravano contro gli Asburgo. Per contrastare l'influenza bavarese nel 1488, su iniziativa degli Asburgo, le città imperiali della Germania sud-occidentale, il conte di Württemberg e i territori soggetti a Sigismondo (Tirolo e Vorarlberg) si unirono nella Lega Sveva. La confederazione degli otto cantoni rifiutò di associarsi ad essa. A questo punto la Lega Sveva era, assieme alla Confederazione e ai Wittelsbach, la potenza principale della Germania meridionale.

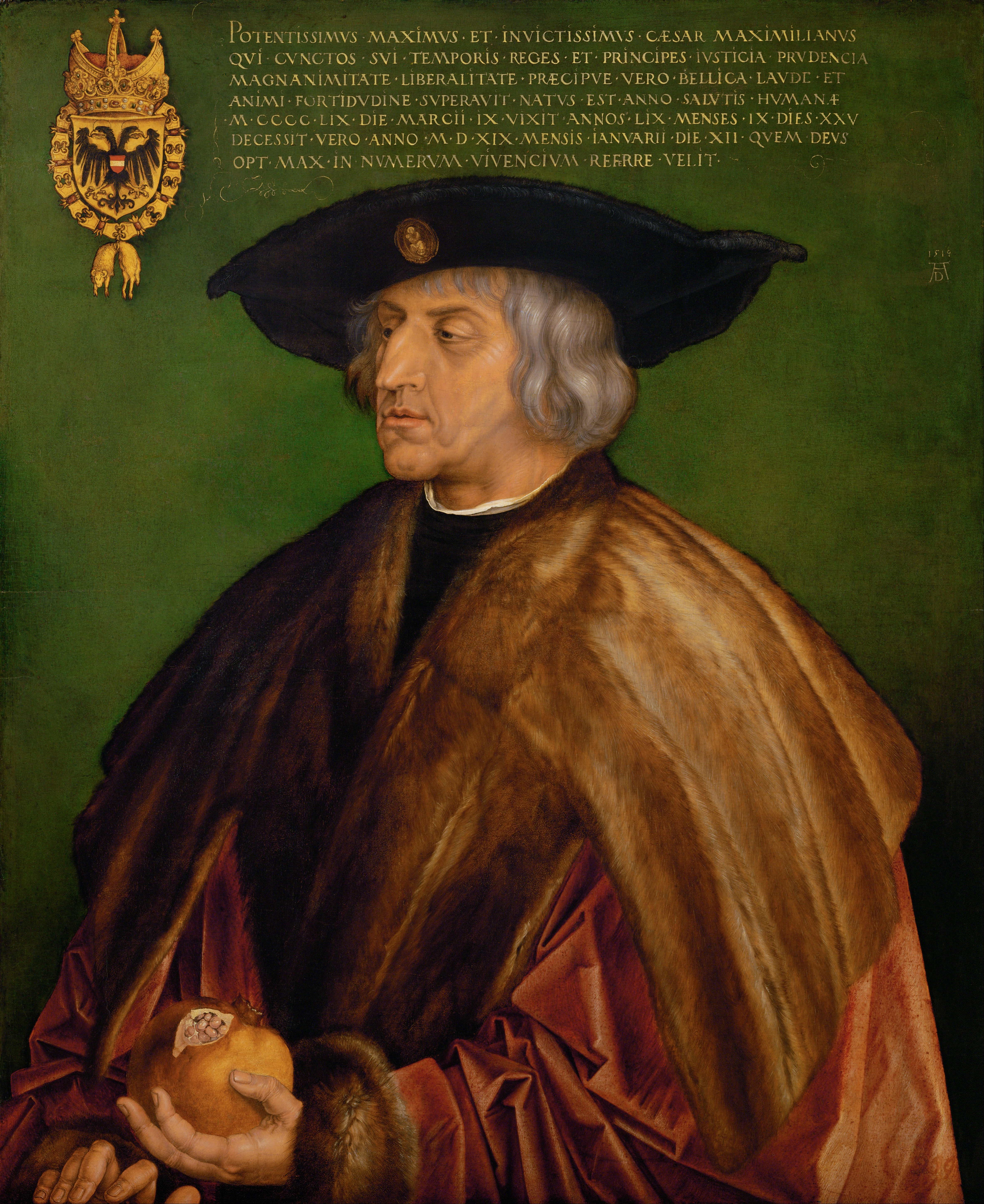
Albrecht Dürer: Massimiliano I, Re dei Romani dal 1486

Nel frattempo Federico III aveva fatto eleggere Re dei Romani suo figlio, Massimiliano (1486), il quale, con il suo matrimonio con Maria di Borgogna, figlia di Carlo il Temerario, era venuto in possesso dei Paesi Bassi e del Ducato di Borgogna.
Nel 1487 la Confederazione riuscì a costringere Massimiliano a riconoscere i diritti e i territori della Confederazione. Per la prima volta il capo della Casa d'Austria riconosceva l'esistenza della Confederazione come entità territoriale e giuridica. I confederati si impegnarono a loro volta a riconoscere Massimiliano "imperatore del Sacro Romano Impero, e a fare tutto ciò che essi sono obbligati a fare in quanto sudditi del Sacro Romano Impero". Questo avvicinamento della Confederazione all'Impero venne avversato da Francia e Ungheria, e, nel 1488, ad eccezione di Zurigo, Berna, Zugo e Soletta, tutti i cantoni e gli stati della Svizzera negarono di sottoscrivere l'accordo con Massimiliano. Infine l'accordo venne completamente accantonato, quando, nel 1491, la confederazione, spinta dalla Francia, stipulò un trattato d'amicizia e neutralità con il Ducato di Baviera.

### La concorrenza tra i mercenari svizzeri e i lanzichenecchi
La lotta tra Francia e Massimiliano per la Borgogna provocò una serie di guerre nelle Fiandre e in Borgogna, all'origine del secolare contrasto tra Austria e Francia. La confederazione, che forniva mercenari ad ambo le parti, venne inevitabilmente coinvolta nel conflitto. In ogni villaggio della Svizzera vi era un partito francese ed un partito asburgico, che concorrevano - talvolta violentemente - per assoldare il numero maggiore di mercenari. Mentre la Svizzera interna teneva verso la Francia, Berna e Zurigo appoggiavano gli Asburgo. Massimiliano, senza successo, tentò, nella sua qualità di imperatore, di impedire l'arruolamento da parte dei francesi di mercenari svizzeri. E poiché i picchieri svizzeri preferivano servire la Francia, Massimiliano cominciò ad arruolare i Lanzichenecchi, soldati mercenari originari della Svevia. Tra i mercenari svizzeri ed i Lanzichenecchi nacque per questo una forte concorrenza, che si manifestava in infinite canzonature e reciproche accuse di tradimento.
La politica di Federico III, volta ad espandere sempre più la Lega Sveva provocava la Confederazione, che considerava la Svevia meridionale nella propria area d'influenza. Un sentimento antisvizzero prese piede nella nobiltà sveva, nelle città imperiali e persino tra il popolino. I motivi erano molteplici: da un lato, nel secolo XV, la Svevia meridionale aveva molto dovuto soffrire delle spedizioni degli Svizzeri, e dall'altro erano propri gli Svizzeri i principali concorrenti economici delle città della Svevia meridionale. Vi era inoltre un grande contrasto tra la confederazione, di sentimenti repubblicani e antiaristocratici e il mondo feudale della Svevia. La concorrenza tra mercenari svizzeri e lanzichenecchi fu un nuovo elemento che si aggiunse a questo quadro. La nascita di una forte Lega Sveva inorgoglì le città, i nobili e gli ordini svevi, dando loro una nuova fiducia in sé stessi. Tutte queste componenti fecero sì che le due rive del Reno diventassero sempre più distanti e ostili.

### La Riforma imperiale di Massimiliano I
Nei due anni tra il 1489 e il 1491 gli Asburgo si ripresero in maniera spettacolare dai colpi precedenti. Massimiliano entrò finalmente in possesso della Borgogna, e nel 1490 di Tirolo e dell'Austria Anteriore. L'improvvisa morte di Mattia Corvino alleggerì la posizione ad oriente, e Federico III ritornò in possesso dei suoi territori. Nel 1493 Federico morì, e Massimiliano, per la prima volta dopo molti anni, riuscì a riunire sotto un'unica corona tutti i territori dinastici. In questo modo la Confederazione Svizzera si trovava ad avere lungo tutto il confine settentrionale e orientale, un vicino potente e potenzialmente ostile.
Divenuto imperatore, Massimiliano primo diede avvio ad una riforma volta a rafforzare il potere centrale nel Sacro Romano Impero, promulgandola nel 1495, in occasione della Dieta di Worms. Tra le innovazioni maggiormente rilevanti vi fu l'introduzione di una tassa (il gemeiner Pfennig) per fornire a Massimiliano i mezzi finanziari necessari per le guerre in Italia e contro l'Impero Ottomano. Inoltre la dieta emanò il cosiddetto Landfrieden perpetuo, con lo scopo di mettere fine alle guerre private, sulla cui vigilanza era chiamato a vegliare un tribunale apposito, il Reichskammergericht (Corte della Camera imperiale). La Confederazione, che formalmente faceva parte dell'Impero, non volle riconoscere le decisioni della Dieta di Worms (né aveva voluto inviare propri rappresentanti alla dieta, con l'eccezione della città Berna).
In diverse occasioni però i cantoni svizzeri rifiutarono di riconoscere l'autorità del tribunale, per cui crebbe la pressione affinché anche la Confederazione riconoscesse gli esiti della Dieta di Worms.

## Lo scoppio delle ostilità

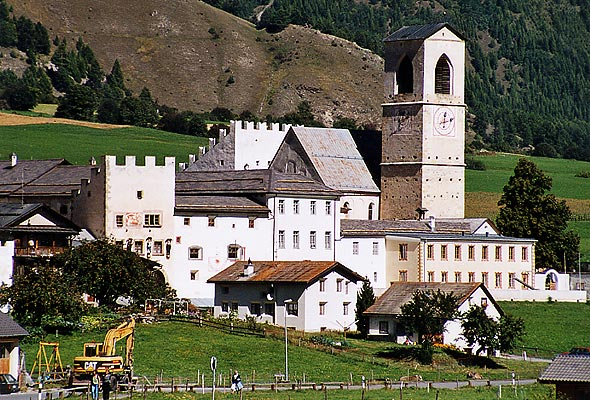
Il monastero benedettino di San Giovanni in Val Monastero

La causa immediata dello scoppio delle ostilità fu l'intricata situazione nei Grigioni. Gli Asburgo avevano acquisito, sino al 1496, otto giurisdizioni nel Prättigau, e avevano antichi diritti in Bassa Engadina, in Val Monastero e in Val Venosta, che però erano contestati da parte dei Prinpici Vescovi di Coira. In questi territori - a cavallo tra la sfera d'influenza degli Asburgo e quella della Confederazione, si erano formate tre leghe: la Lega Grigia, la Lega Caddea e la Lega delle Dieci Giurisdizioni. La pressione degli Asburgo spinse la Lega Caddea ad allearsi con la Confederazione (1498), mettendo in gravissima difficoltà il Vescovo di Coira, che, contemporaneamente, era Principe Imperiale - ovvero suddito di Massimiliano - e suo avversario, in quanto associato alla Lega Caddea, alleata della Confederazione e ostile all'Imperatore.

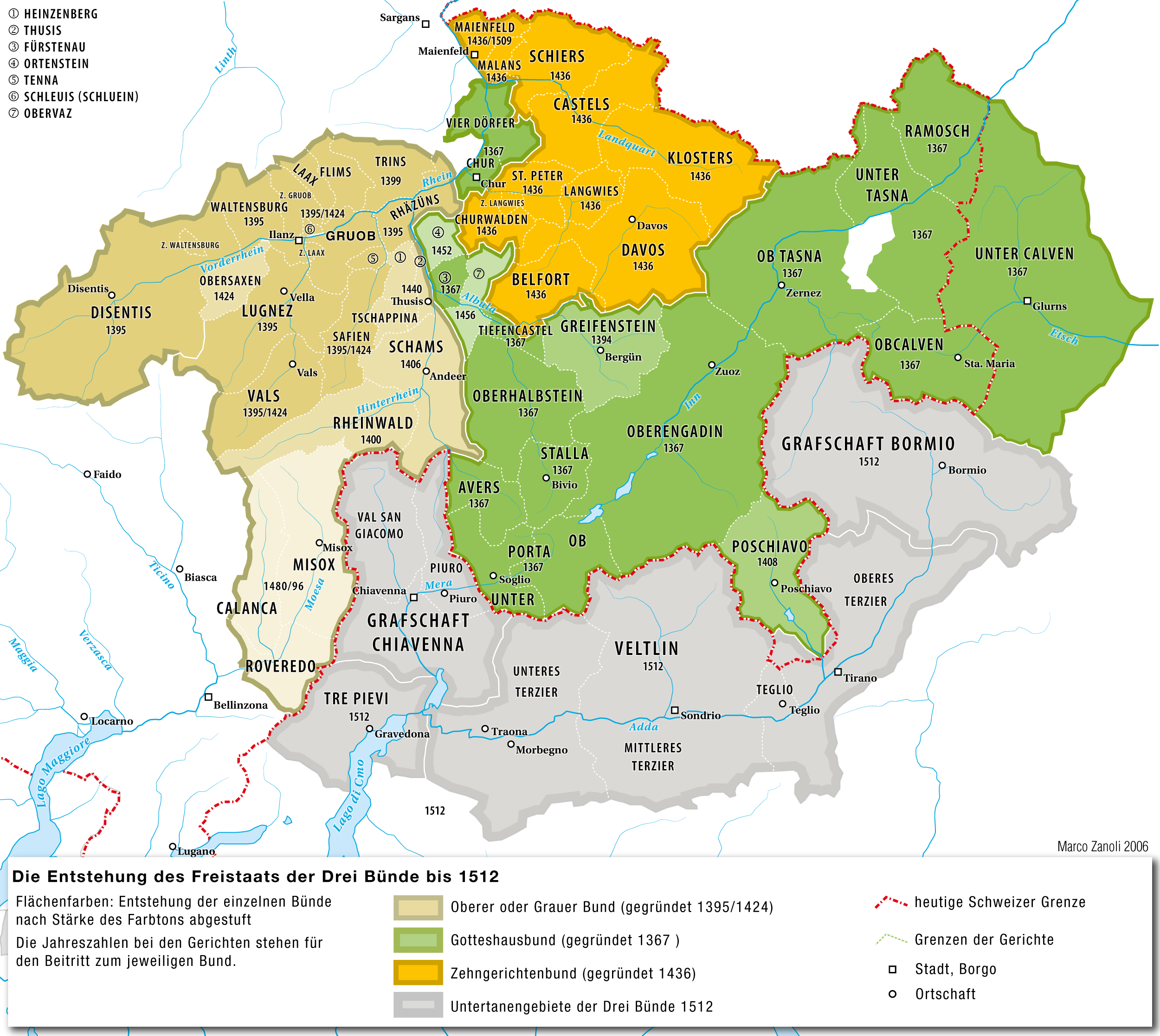
Le Tre Leghe grigioni

Nel gennaio 1499, il reggente asburgico del Tirolo, per far valere i diritti imperiali nei confronti del Vescovo di Coira e della Lega Caddea, occupò militarmente la Val Venosta e la Val Monastero. L'obiettivo reale era però di ottenere il controllo del Giogo di Santa Maria, che consentiva una comunicazione diretta tra Milano e Innsbruck. Si trattava di un collegamento di vitale importanza per gli interessi militari degli Asburgo in Lombardia.
Mentre il Vescovo di Coira era impegnato in trattative con Massimiliano, riuscendo ad ottenere un armistizio, la Lega Caddea chiese l'appoggio della Confederazione, mentre il reggente del Tirolo si rivolse alla Lega Sveva. Agli inizi del febbraio del 1499 ambedue le parti raggiunsero con le loro truppe la bassa valle del Reno nei pressi di Sargans e Feldkirch. Anche se, il 26 gennaio, a Glorenza, gli ordini del Tirolo avevano sottoscritto con il Vescovo di Coira un accordo che prevedeva una soluzione pacifica del conflitto investendo della questione il Reichskammergericht, a Balzers si giunse a scontri armati tra formazioni di Lanzichenencchi e contingenti svizzeri.

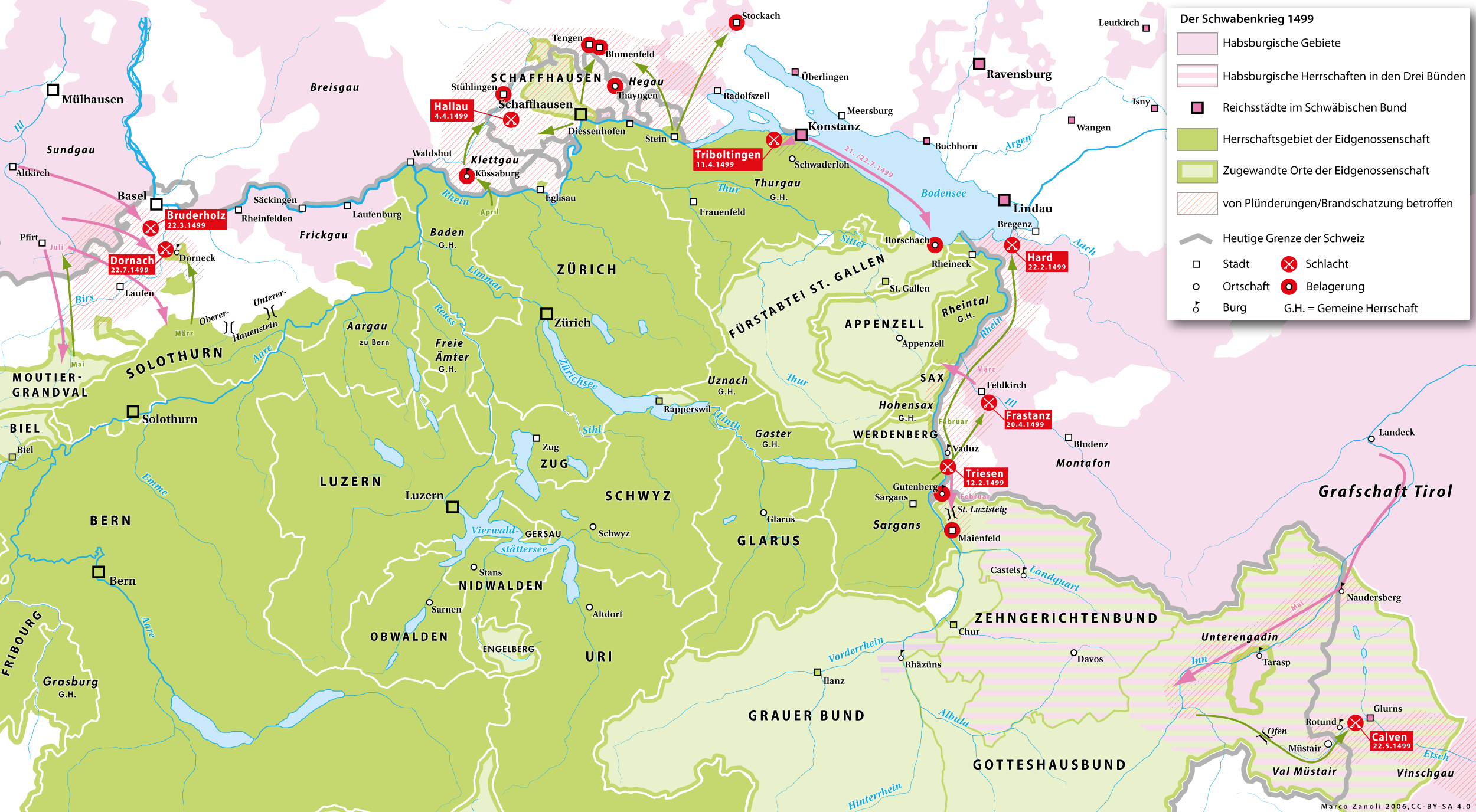
il teatro bellico della guerra sveva

Vi furono provocazioni da ambo le parti. Il 6 di febbraio, un piccolo contingente del cantone di Uri attraversò il Reno e bruciò alcuni edifici. Questo incidente fornì agli svevi un eccellente pretesto per occupare il passo di S. Luzi e Maienfeld nei Grigioni (7 febbraio).
I resoconti su questa prima fase del conflitto sono contraddittori e spesso confusi. Pare che nessuna delle due parti volesse realmente la guerra. La Lega Sveva e la Confederazione, dopo il 7 febbraio, stavano per gettarsi in un conflitto che nessuno aveva dichiarato. Né Massimiliano aveva in quel momento alcun interesse ad una guerra nelle Alpi, coinvolto com'era in un'estenuante guerra contro la Francia in Borgogna ed in Italia.

## I combattimenti

### Primi scontri lungo il Reno tra Basilea e Maienfeld

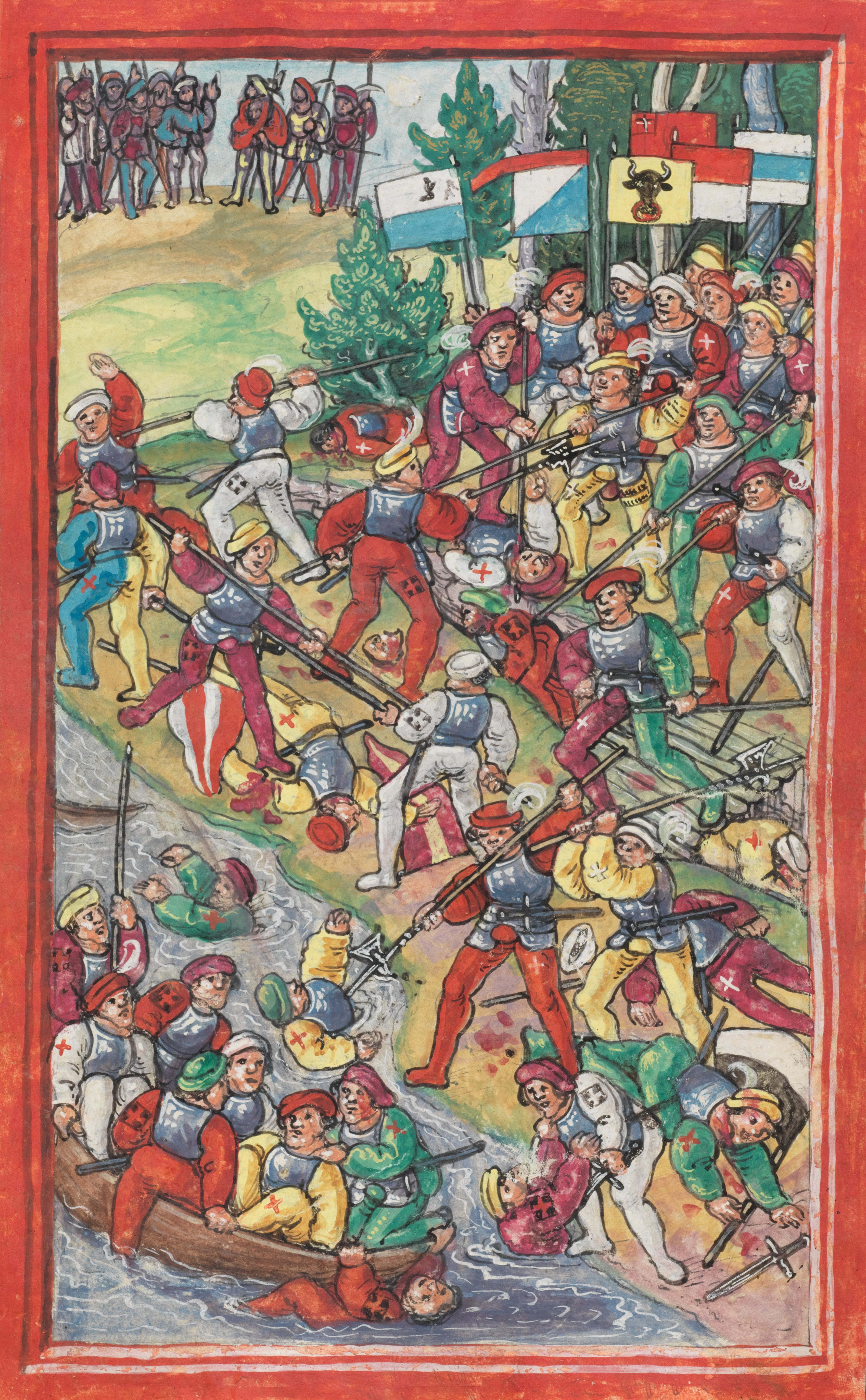
la battaglia di Hard, Cronaca di Lucerna, 1513

Nei giorni dell'11 e 12 febbraio le truppe svizzere scacciarono gli svevi da Maienfenld, e entrarono nell'attuale principato del Liechtenstein. Nella battaglia di Triesen venne sconfitto un contingente svevo, e gli svizzeri avanzarono sino al lago di Costanza. Nei pressi di Bregenz si scontrarono con un altro esercito nemico, che venne distrutto nella Battaglia di Hard. Nel frattempo un altro esercito svizzero entrava nell'Hegau, saccheggiando e distruggendo diversi villaggi e città. Ben presto, però, gli svizzeri fecero ritorno nei loro confini. Qualche tempo dopo gli svevi assalirono Dornach, subendo però una disfatta nella battaglia di Bruderholz.
Agli inizi d'aprile, Massimiliano, convocata una dieta a Magonza, dichiarò guerra alla confederazione. Ambedue le parti presero a saccheggiare il territorio del nemico lungo il Reno. Sia gli svizzeri che gli imperiali combatterono con estrema crudeltà, anche nei confronti della popolazione civile. Gli svizzeri, inoltre, stabilirono che non dovessero essere fatti prigionieri in battaglia. Questa decisione era volta a rafforzare la disciplina delle truppe, per impedire che i singoli soldati si allontanassero dal campo di battaglia dopo la cattura di un nemico, mettendo in pericolo un eventuale successo. Nel corso di guerre precedenti, per esempio durante le guerre borgognone, era comune che gli svizzeri lucrassero sui riscatti dei prigionieri. Al fine di imporre questa decisione, tutti i contingenti di truppe furono costretti a prestare un giuramento. Questo ordine degli svizzeri spiega l'elevata incidenza delle perdite sveve: chiunque rimanesse sul campo, o cadesse, vivo, in mano svizzera, veniva ucciso.

### Battaglie decisive ad est: Triboltingen/Schwaderloh, Frastanz e Calva
L'11 aprile le truppe della Lega Sveva tentarono un vasto attacco nel Canton Turgovia. A sud di Costanza vennero saccheggiati alcuni villaggi. Quando le truppe sveve vennero in contatto con quelle elvetiche, nelle vicinanze di Triboltingen, subirono però una cocente sconfitta. Morirono circa 1300 svevi, tra cui 150 cittadini di Costanza, e gli svizzeri catturarono tutte le artiglierie e le vettovaglie. Le truppe della confederazione proseguirono quindi invadendo le zone del Klettgau e dell'Hegau territori posti a nord del Reno e a ovest del Lago di Costanza, e saccheggiarono numerose città, tra cui Tiengen e Stühlingen. Tutta la guerra fu di fatto caratterizzata da attacchi e saccheggi di piccola portata, interrotti da battaglie più importanti. Il 20 di aprile una di queste puntate svizzere si era addentrata in Vorarlberg, e nei pressi di Frastanz si scontrò con una serie di difese approntate dalla Lega Sveva, che avrebbero dovuto impedire l'avanzata svizzera verso Feldkirch e Montafon. Ma anche lo scontro presso Frastanz finì con una vittoria degli svizzeri. Nel frattempo Massimiliano, rendendosi conto che non riusciva a raccogliere truppe a sufficienza per un attacco diretto alla confederazione, decise di colpire in un teatro molto distante: la Val Monastero, contando anche sul fatto che le truppe elvetiche erano occupate lungo il Reno e nel Sundgau. Infatti il 21 maggio, per la terza volta, un esercito svizzero invadeva l'Hegau, ricacciato però dietro il Reno da un più forte contingente svevo, pur senza giungere ad una battaglia. Il 22 maggio, invece, nella battaglia della Calva, le truppe delle Tre Leghe, appoggiate da contingenti della Confederazione, attaccarono l'esercito asburgico accampato in alta Val Venosta, che si trovava in attesa dei rinforzi, guidati personalmente da Massimiliano. Pur superiori numericamente, gli asburgici subirono una gravissima sconfitta, perdendo 5000 uomini e tutte le artiglierie, e furono costretti a ritirarsi lungo la Val Venosta, inseguiti dagli svizzeri che misero a ferro e fuoco tutti i paesi. Massimiliano raggiunse i luoghi della battaglia una settimana più tardi, quando Grigioni e Svizzeri si erano ormai ritirati, e, per rappresaglia, decise di invadere l'Engadina, da cui però dovette ritirarsi per problemi di vettovagliamento e per l'avvicinarsi di truppe svizzere.

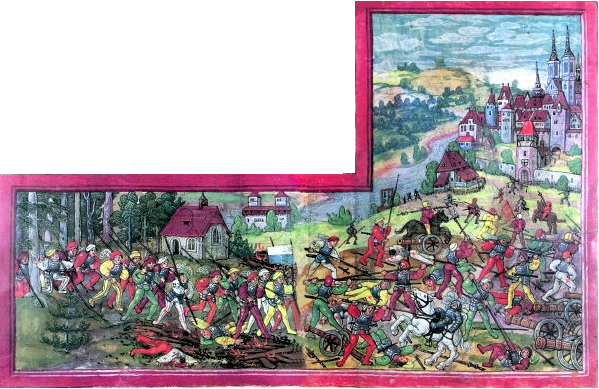
la battaglia di Triboltingen, alle porte di Costanza

La Lega Sveva, infatti, non intendeva inviare truppe a sostegno di Massimiliano nei Grigioni per paura di allontanarle dai propri territori, e di lasciarli così esposti agli attacchi degli svizzeri. Finalmente, in luglio, l'esercito imperiale giunse a Costanza, forte di 2 500 cavalieri e circa 10 000 fanti. La confederazione temeva ora un attacco in Turgovia, per cui radunò un forte esercito nei pressi di Schwaderloh. Ma Massimiliano non si risolse ad agire, per motivi poco chiari, ma probabilmente ciò avveniva sia perché non vi era unità d'intenti tra i principi alla guida dell'esercito, sia perché si riteneva troppo forte l'esercito svizzero.
Il 22 luglio Massimiliano lasciò il campo presso Costanza, e con parte delle truppe si diresse verso Lindau. Dopo che il sovrano ebbe lasciato Costanza, anche gli svevi se ne andarono con la maggior parte delle loro truppe, in direzione opposta, verso Sciaffusa.

### Battaglie decisive ad ovest: Dornach

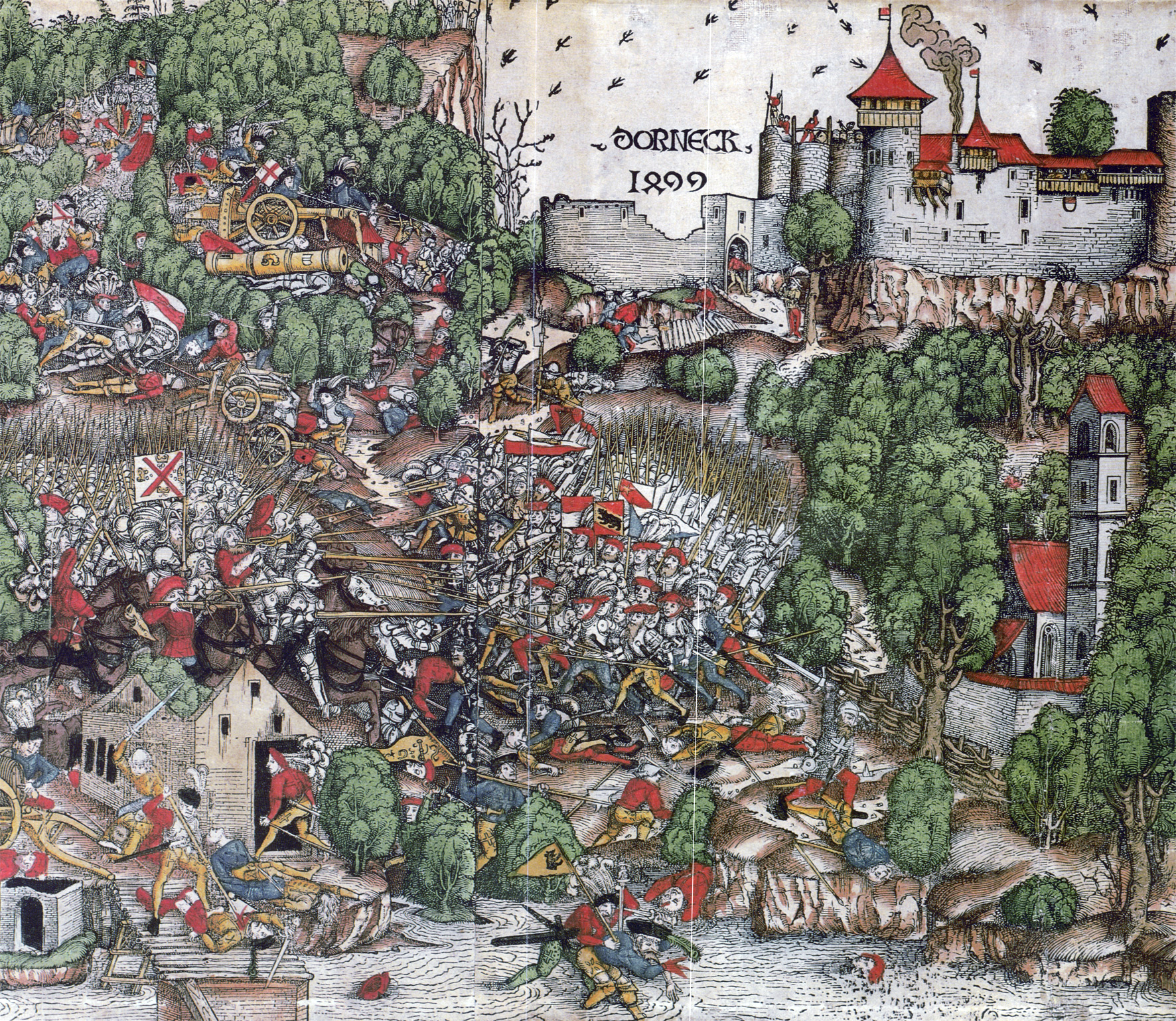
la battaglia di Dornach in una xilografia dell'epoca

La parola fine sulla guerra doveva però arrivare da ovest, dove le truppe della Lega Sveva avevano tentato una sortita in Soletta ed erano giunte sino ad Hauenstein, sconfiggendo un contingente elvetico presso Laufen an der Birs. Ma non avevano ottenuto alcun successo, oltre alla conquista della valle del Birs. A luglio, per Massimiliano, iniziarono a farsi sentire i problemi finanziari, quando, nell'ovest, i mercenari minacciarono di ritirarsi se non avessero ricevuto il loro compenso. Un resoconto del comandante del contingente, il conte Heinrich von Fürstenberg, riporta che per la guardia italiana, cavalleria mercenaria, erano necessari 6 000 fiorini, per la fanteria 4 000, e per i nobili a cavallo con il loro seguito 2 000 Anche le truppe lanzichenecche mostravano segni d'impazienza, perché si avvicinava la stagione del raccolto, e la fine della guerra non era ancora in vista. Dopo un consiglio di guerra si decise un attacco su Soletta, con l'obiettivo di conquistare e saccheggiare tutti i territori sino al fiume Aar, in modo da tacitare, almeno in parte, le richieste degli armati.
L'attacco principale ebbe luogo nei pressi di Basilea. Circa 10 000 uomini, comandati da Heinrich von Fürstenberg, attaccarono la fortezza di Dorneck. Gli svizzeri attaccarono le truppe imperiali il 22 luglio con circa 6 000 uomini, radunati alla bell'e meglio, sorprendendo le truppe sveve impegnate nell'assedio, che si ritirarono lasciando sul campo artiglieria e vettovaglie, perdendo circa 3 000 uomini, mentre gli svizzeri ne persero circa 500.

## Trattative e fine della guerra

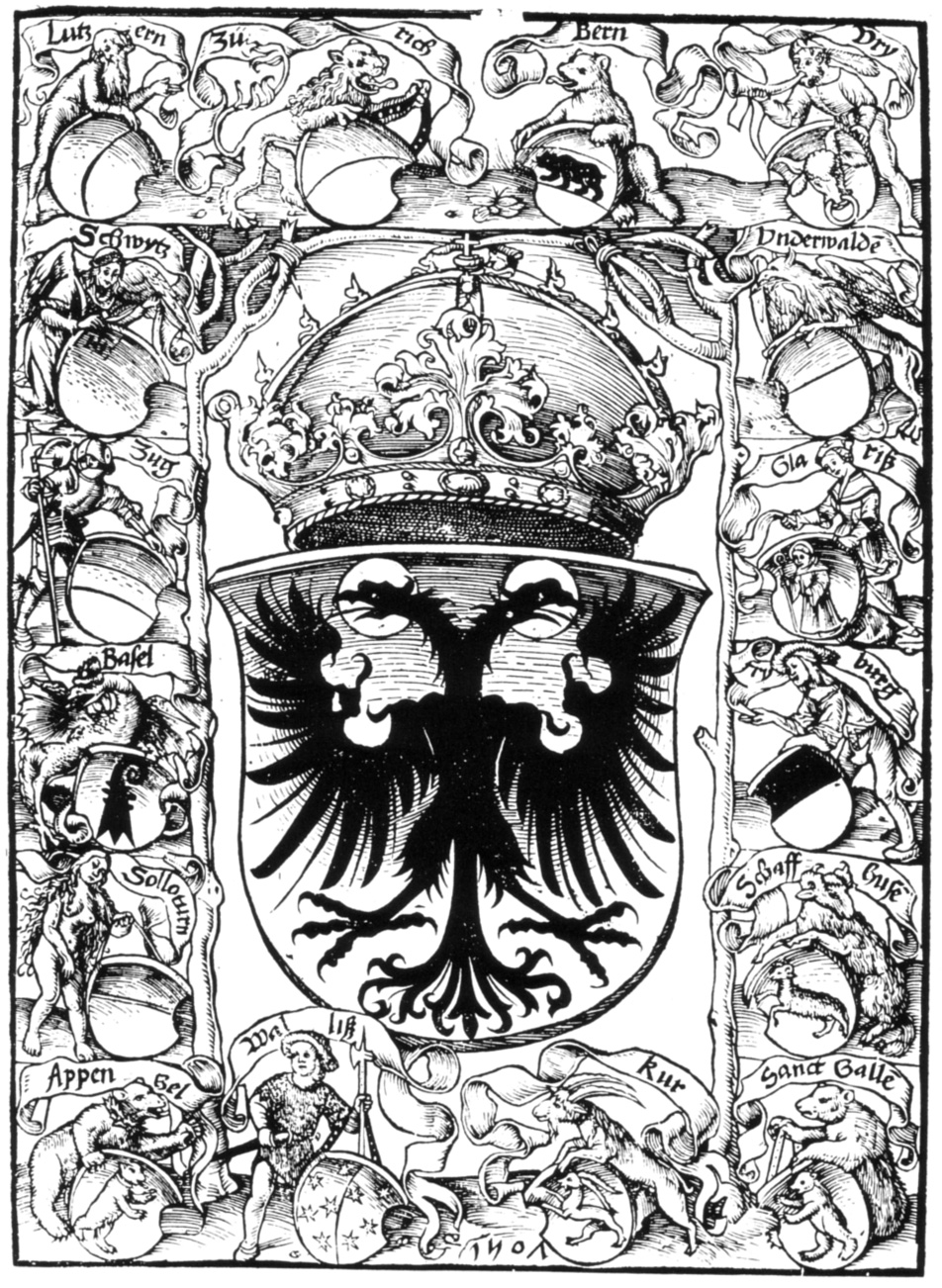
Frontespizio della Schweizer Chronik di P. Etterlin (1507). L'aquila imperiale circondata dagli stemmi dei cantoni svizzeri e dei loro più importanti alleati. Il ricorso all'aquila imperiale mostra che non si può in alcun parlare di una secessione della confederazione elvetica dal Sacro Romano Impero

Dopo la sconfitta subita a Dornach gli svevi avevano perso la fiducia nelle capacità militare di Massimiliano, e si rifiutarono di riunire un nuovo esercito. La Lega Sveva aveva pagato un tributo di sangue molto più alto degli svizzeri, la Svevia meridionale era stata invasa e saccheggiata più volte, e praticamente tutta l'artiglieria era stata catturata dalle truppe elvetiche. Anche gli svizzeri, però, respinsero un'offerta di pace di Massimiliano, anche se, a partire dalla fine di luglio, non avevano più intrapreso alcuna puntata in territorio svevo, anche perché si approssimava la stagione del raccolto.
La guerra sveva venne infine decisa da avvenimenti accaduti al di là delle Alpi. Mentre Massimiliano era occupato a combattere gli svizzeri, il re di Francia, Luigi XII aveva conquistato il Ducato di Milano. Ludovico Sforza, nel tentativo di portare sia l'impero che la confederazione dalla propria parte, si offrì come mediatore tra i due contendenti. Senza la pace era impossibile reclutare mercenari, svizzeri o lanzichenecchi che fossero, per una campagna contro i francesi. A dispetto dell'intervento di agenti francesi, Ludovico riuscì nel suo intento, ricorrendo anche, con larghezza, alla corruzione. Il 22 settembre venne sigillata la pace di Basilea tra Massimiliano e la Confederazione.
La pace di Basilea confermò, a favore dell'impero, alcune questioni di giurisdizione, istituendo, tra l'altro, un tribunale arbitrale per le dispute tra la Confederazione e gli Asburgo. Ma, cosa più importante, non fece parola del rapporto tra Confederazione e Impero. Si stabilì semplicemente che l'Impero avrebbe sospeso tutti i bandi, processi, infrazioni avviati prima o durante la guerra e che  in tutte le altre cose di cui non si è trattato, ambedue le parti debbano rimanere come erano prima dello scoppio della guerra. Si trattava pertanto di una restituzione allo status quo ante. In questo modo, però, si riconosceva l'indipendenza de facto della confederazione. Per questo, in Svizzera, la riforma imperiale non venne mai adottata, mentre, nel 1501, le città di Sciaffusa e di Basilea si unirono alla Confederazione.

## Conseguenze

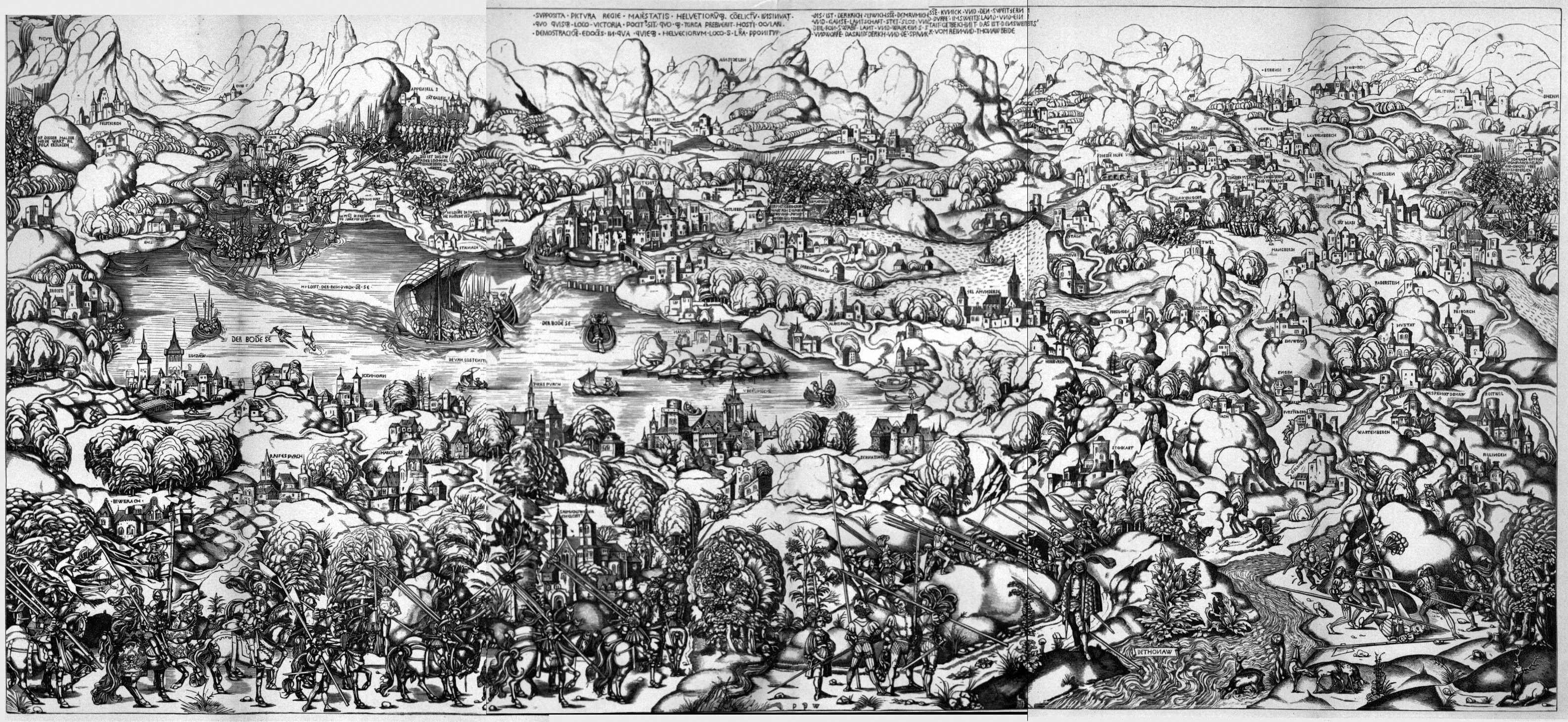
rappresentazione della guerra sveva, del maestro P.P.W. ca. 1500

La guerra permise alla Confederazione di salvaguardare la propria indipendenza all'interno del Sacro Romano Impero, anche se, dal punto di vista formale, questa continuò a farne parte sino alla pace di Vestfalia (1648). L'Impero rimaneva la fonte di tutti i privilegi, i diritti, della stessa sovranità della Confederazione.
La Confederazione e i suoi alleati, dopo la vittoria sugli Asburgo e il rischio corso, si unirono ancor più solidamente. Il termine "Svizzero" (Schweizer), che nel XIV secolo era impiegato solo dai cronisti della Germania, si impose anche all'interno della Confederazione. I cronisti svevi estesero il nome del Cantone di Schwyz a tutti i confederati. Per molti di loro, soprattutto nei centri urbani, ciò apparve, inizialmente, come un insulto (e sicuramente questo era l'intento) perché faceva un unico fascio dei cittadini di Berna e dei contadini di Schwyz. Spesso, nella Germania meridionale, si usava la locuzione Kuh-Schweizer, ovvero "vaccari di Schwyz", per sottolinearene l'origine contadina e non aristocratica. Oltretutto l'epiteto conteneva un accenno alle presunte pratiche sodomitiche dei contadini con il loro bestiame. Paradossalmente, con le guerre borgognone e la guerra sveva, questo epiteto si diffuse in tutta Europa, divenendo popolare persino all'interno della confederazione.
Con la pace di Basilea e l'annessione di Basilea e Sciaffusa furono stabilizzati il confine settentrionale e orientale della Confederazione, che, a parte correzioni di minore importanza, rimase immutato sino al 1798. Il riconoscimento da parte di Massimiliano dei territori della Confederazione significava anche, inversamente, la rinuncia da parte della Confederazione ad un'ulteriore espansione verso nord. Per questo la guerra sveva fu l'ultimo grande confronto armato tra Svizzera e Asburgo fino all'epoca napoleonica.
Nonostante il successo delle puntate offensive a nord del Reno, la Confederazione non riuscì ad ottenere significativi vantaggi territoriali: Soletta, Sciaffusa e Zurigo tentarono bensì più volte di muovere il resto della confederazione ad un'occupazione a lungo termine dei territori conquistati, ma la diffidenza tra cantoni rurali e cantoni urbani impedì il consolidamento delle conquiste territoriali. Inoltre la crudeltà con cui si erano svolte le azioni belliche, in particolare nei confronti dei civili, aveva inimicato la popolazione dei territori confinanti con la confederazione, per cui non era possibile far conto su di esse in vista di un'eventuale annessione.